# Pietro Carlo Maria Vial de Maton
Pietro Carlo Maria Vial de Maton (Nizza, 5 ottobre 1777 – Roma, 28 febbraio 1863) è stato un generale francese italianizzato, maresciallo di campo dell'Esercito delle Due Sicilie e protagonista della resistenza del Regno delle Due Sicilie contro la Spedizione dei Mille e l'intervento piemontese.

## Biografia
Legittimista piemontese, cominciò la sua lunga carriera militare nel 1792 come cadetto nel Reggimento provinciale di Oneglia dell'esercito sardo. Partecipò a tutte le campagne contro i francesi sostenute dai piemontesi fino al 1798. Ferito varie volte, fu decorato sul campo nell'aprile del 1796 a Mondovì dal principe Carlo Emanuele di Savoia-Carignano, padre di Carlo Alberto.
Dopo la conquista del Piemonte da parte di Napoleone, passò nell'esercito imperiale austriaco. Distintosi alla battaglia di Marengo, dopo la disfatta si arruolò in un reggimento di émigrés francesi al servizio inglese, i French Rangers, che presidiavano l'Isola d'Elba.
Rifugiatosi in Sicilia, nel 1807 entrò nell'esercito napoletano. Nel 1811 venne nominato Capo di Stato Maggiore delle truppe siciliane inviate in Spagna in aiuto degli anglo-spagnoli contro i francesi prendendo parte a diverse battaglie e partecipando all'assedio di Tarragona. Nel 1815 venne promosso Maggiore dell'esercito del Regno delle due Sicilie e si stabilì a Napoli.
Nel maggio del 1831 Ferdinando II lo nominò Comandante della Piazza di Palermo nonché ispettore delle truppe di stanza in Sicilia. Nel 1837 venne promosso Maresciallo di campo e incaricato di sovraintendere alla Polizia in Sicilia. Costretto a fuggire da Palermo durante la rivoluzione siciliana del 1848, dopo la restaurazione fu nominato da Ferdinando II comandante militare di Terra di Lavoro e Molise. Nel 1855 venne promosso Tenente Generale e l'anno successivo divenne Presidente dell'Alta Corte Militare.
Negli anni convulsi della spedizione dei Mille Vial de Maton fu apprezzatissimo per il suo operato solerte e l'estrema durezza tenuta nel periodo di stanziamento dell'esercito borbonico sulla riva destra del Garigliano tra l'estate e l'autunno del 1860.
Nel 1860 partecipò all'assedio di Gaeta dove fu nominato Governatore della Piazza. Ormai ottantaquattrenne, «fedele ma fievole di mente» secondo il de' Sivo, fu sostituito nel dicembre dello stesso anno dal Generale Ritucci.
Seguì Francesco II in esilio a Roma, dove si occupò attivamente dell'organizzazione della guerriglia borbonica nelle province napoletane.
Ormai stanco e malato si ritirò a vivere con una figlia monaca e un mese prima di morire venne insignito dal Re Francesco II della Commenda di San Ferdinando e del merito.